# 瑞安·漢森
瑞安·漢森（英語：Ryan Hansen，1981年7月5日—）是美國的一位演員。他最著名的作品是電視劇美眉校探。他已經結婚並且有兩個孩子。

## 外部連結
- 瑞安·漢森在互联网电影资料库（IMDb）上的資料（英文）
- 瑞安·漢森的X（前Twitter）
- Ryan Hansen interview with Mars Investigations （页面存档备份，存于）